# Bậc cầu thang
Bậc cầu thang là phần ngang của một bộ cầu thang mà người ta đi bộ trên đó. Bậc cầu thang có thể được làm bằng gỗ, kim loại, nhựa hoặc các vật liệu khác. Trong các khu dân cư, bậc cầu thang có thể được trải thảm trải sàn. Bậc cầu thang có thể có các phiên bản chống trượt, đặc biệt là trong các địa điểm thương mại hoặc công nghiệp.

## Các kiểu bậc cầu thang
Có một số kiểu bậc cầu thang khác nhau:

### Bậc cầu thang giữa.
Bậc thẳng hoặc bậc đơnMột bậc có hình dạng hình oval thông thường, được sử dụng trong một dãy thẳng.
Bậc dần dầnĐược đặt vào phần thẳng của dãy thẳng trước khi quẹo, với một đầu hẹp hơn đầu kia. Được sử dụng để thay đổi độ dốc của lan can trước khi quẹo 180º.
Bậc xoắnRộng hơn ở một đầu, được sử dụng để quẹo dãy thẳng.
Bậc xoắn hình diềuMột bậc có hình dạng hình bốn cạnh, được sử dụng ở góc của một quẹo: do đó được gọi là bậc xoắn hình diều.

### Bậc cầu thang đặc biệt hoặc bậc khởi đầu.
Những bậc cầu thang này được sử dụng để tô điểm phần đầu của một dãy bậc cầu thang, chúng có thể có mặt trước thẳng hoặc mặt trước cong để tăng thêm tính thẩm mỹ.
Bậc congMột bậc trang trí theo đường xoắn ốc của lan can cong, phần mặt sau của bậc sẽ cắt vào chính nó và sau đó trở lại theo dãy bậc.
Bậc boMột bậc thẳng với góc mặt trước được làm tròn.
Bậc dạng "D"Được gọi là bậc dạng "D" vì chúng có hình dạng giống chữ "D" được gắn vào đầu bậc. Đây là một kiểu thường gặp và có thể được sử dụng cho nhiều bậc trong dãy cầu thang.
Bậc thápBậc có hình trụ được thêm vào góc trước của một bậc, được dùng để đặt một cột chính, vị trí của bậc tháp có thể phụ thuộc vào việc kết thúc của lan can.
Mặt trước congThêm một đường cong vào mặt trước của bậc để tạo thành một tính năng trang trí nổi bật hơn.

## Tuân thủ quy định USAB và ADA
Theo United States Access Board, các bậc cầu thang trong các tòa nhà phải có độ sâu bậc đồng đều là 11 inch, tương đương 280 mm, tối thiểu. Bậc không được phép có độ dốc cao hơn 1:48.
Tất cả việc lắp đặt bậc cầu thang phải tuân thủ Quy định 302 của ADA về Thiết kế Truy cập Dễ dàng. Quy định này quy định rằng bề mặt của bậc cầu thang phải chắc chắn, ổn định và chống trượt.

## Các bậc cầu thang đáng chú ý
Địa điểm cửa hàng chính của Dylan's Candy Bar có một bộ cầu thang gồm 53 bậc cầu thang nhựa và ba sân thượng được nhúng với kẹo thật và được trang bị các dải chống trơn trượt được chèn vào.
Viện bảo tàng thiết kế trẻ em đầu tiên của Trung Quốc, Kids Museum of Glass, có các bậc cầu thang xen kẽ đen và trắng trên cầu thang trung tâm, nhận biệt hiệu là "Cầu thang Đàn Piano".
Như một phần của Dự án Nghệ thuật Công cộng Trung tâm Mua sắm Dưới lòng Đất, Công ty Quản lý Cơ sở Hạ tầng Thủ đô Seoul đã xây dựng một bậc cầu thang đàn piano trong hành lang ngầm tại Nhà ga Euljiro 1-ga. Mỗi bước chân sẽ sáng lên và phát ra một nốt nhạc khi có người đi qua.
Các thực tập sinh của IDEO Labs đã tạo ra một bậc cầu thang âm nhạc trong mùa hè năm 2011. Mỗi bậc cầu thang phát ra âm thanh khác nhau khi bước lên.
Các sinh viên của Đại học Johns Hopkins đã biến một bậc cầu thang trong Hackerman Hall thành một cây đàn piano, với một nốt nhạc mới cho mỗi bước. Câu lạc bộ Robot học của Hopkins đã chỉnh sửa bậc cầu thang để các bậc chơi được chuỗi C.